# Piotr Khrustovski
Piotr Víktorovitx Khrustovski (rus: Пётр Викторович Хрустовский (Kamixin, 31 de maig de 1979 - óblast de Volgograd, 5 de juliol de 2003) fou un futbolista rus de les dècades de 1990 i 2000.
Jugà a Rússia a equips com FC Zhemchuzhina Sochi, FC Rubin Kazan, FC Tekstilshchik Kamyshin i FC Ural Sverdlovsk Oblast. Va morir en un accident de trànsit mentre encara era jugador en actiu. El club FC Ural Sverdlovsk Oblast retirà el seu número, 23.